# Тернем-Грин
Те́рнем-Грин (также Тёрнем-Грин; англ. Turnham Green /ˈtɜːnəm ɡriːn/), с начала XIII и до второй половины XIX века — небольшая английская деревня в 5-6 милях (~10 км) на запад от Лондона, относившаяся к графству Мидлсекс. По мере развития слилась с соседним более крупным селением Чизик. В свою очередь Чизик вошёл в состав Хаунслоу, став частью Большого Лондона и Лондонского графства.
Часто упоминается в связи с Английской революцией: 13 ноября 1642 года здесь произошла Битва при Тёрнем-Грине, в результате которой ещё плохо организованные и малоопытные войска сторонников парламента вынудили отступить войска Карла I, сорвав его самое опасное наступление на Лондон.
В XVIII—XIX веках тихий, утопавший в зелени и расположенный близко к Лондону Тернем-Грин казался привлекательным любителям спокойной жизни и здорового воздуха, — часто здесь селились после выхода в отставку или на пенсию. Традиционно много жилья здесь предлагалось внаём.
Поглощённый соседним Чизиком, Тернем-Грин оставил своё название небольшому публичному парку, станции метро и одной улице (Ternham Green Terrace). Условно, районом Тернем-Грин называют ближайшие прилегающие к ним кварталы. Район плотно застроен двух-трёх-этажными зданиями конца XIX — начала XX века со множеством магазинов, офисов и ресторанчиков на первых этажах и считается «деловым и коммерческим сердцем Чизика».
По данным переписи 2011 года в районе Тернем-Грин проживало 11 448 человек, — среди которых много бездетных пар молодых специалистов, снимающих здесь жильё.

## Исторические сведения
Название Тернем-Грин возводят к староанглийским словам «trum» — круг, поворот и «hamm» — заливной луг: деревня находилась как бы в основании большого U-образного выступа, образованного прихотливым изгибом Темзы, — первоначально название означало что-то вроде «к зарослям округлой поймы».
Поселение возникло, очевидно, как небольшой рынок у «Главной дороги», связывавшей Лондон с западными областями. Оно располагалось почти точно посередине между рынками в Брентфорде и Хаммерсмите. Здесь жители Чизика, славившегося своими сырами и свежей рыбой, могли без конкуренции продавать проезжающим свои товары.
Впервые Тернем-Грин упоминается в 1235 году, хотя к Тернем-Грин вела отдельная дорога из Стейнса, проложенная ещё во времена Римской империи, — её отдельные участки сохранялись вплоть до XIX века. Также, здесь находили и большое количество древних римских монет.
На протяжении нескольких столетий Тернем-Грин оставался крохотным придорожным поселением. Ближайшая церковь находилась в Чизике. Там же находилось и кладбище. Позднее через Тернем-Грин посчитали удобным проезжать к появившимся в районе Чизика лодочным переправам через Темзу. Часто этой дорогой ездили и английские короли, направляясь на оленью охоту в окрестностях Ричмонда. В феврале 1696 года этим хотели воспользоваться сторонники изгнанного короля-католика Якова II, задумавшие напасть на Вильгельма III в Тернем-Грине, где карета монарха, при возвращении его с охоты в столицу по топким лугам, неизбежно замедляла ход. Заговор был раскрыт буквально вечером накануне покушения, — одним из заговорщиков, явившимся к королю с повинной.
Непролазная зимняя грязь от Тернем-Грина до Темзы сыграла историческую роль не один раз. В ночь с 6 на 7 февраля 1554 года, в Тернем-Грине потерял несколько драгоценных часов атаковавший спящий Лондон опасный бунтовщик Томас Уайатт-Младший, — он хотел во что бы то ни стало вытащить застрявшие в топях пушки. По мнению комментатора Уайатт потратил на это слишком много времени и, уже не имея преимуществ внезапности, был вполне закономерно разбит.
В конце XVII века в уже получше обжитом Тернем-Грине появились гостиные дворы (inns); на какое-то время деревушка стала популярным местом для разгульного отдыха и замелькала в криминальных сводках:
- 18 августа 1680 года «печально известный» Фи́липп Ге́рберт, граф Пемброк 7-й, отчаянный дебошир, в пьяной драке убил здесь вахтенного офицера Уилльяма Смита. — И хотя суд признал его виновным, по письменной просьбе 24 родовитых друзей он сумел получить королевское помилование[8];
- Ночью 17 августа 1711 года двумя неизвестными здесь был убит некий ирландский эсквайр Ричард Торнхилл, за неделю до этого вышедший победителем из дуэли с англичанином баронетом Чомели Дерингом, — предположительно, убийцы отомстили ему после того, как суд признал Торнхилла виновным в спровоцированном убийстве и отпустил на свободу. Об этой дуэли и последовавшем убийстве «много толковали в Лондоне», — по словам Джонатана Свифта, писавшем о них в своём знаменитом «Дневнике для Стеллы»[9].

Однако к концу XVIII века нравы заметно смягчились: в 1795 году будущего лидера ирландских борцов за независимость, — а тогда совсем ещё молодого практиканта из Линкольнс-Инн — Дэниела О’Коннелла арестовали в Тернем-Грине уже только на том основании, что он «был возмутительно пьян».
В XIX веке Тернем-Грин развивался как дачный посёлок, — к югу от него выделили участки крупному обществу садоводов (Horticultural Society). В 1843 году из-за увеличения числа жителей уже потребовалось построить и местную церковь.
«Посёлок облагорожен множеством красивых домов, в которых проживают семьи достопочтенных граждан; он обустроен газовым освещением и снабжается чистой водой из водозаборов Западного Лондона» — писали о Тернем-Грине в топографическом словаре Англии, изданном в 1848 году. К этому времени Тернем-Грин как вполне известный пригород уже упоминали на страницах своих романов и такие крупные английские писатели, как Диккенс и Теккерей (правда, с присущим этим авторам чувством юмора).
В 1869 году в Тернем-Грине заработала первая железнодорожная станция.
В 1894 году посёлок Тернем-Грин вошёл в состав Чизика, получившего статус городского округа. Примечательно, что здание муниципальной ратуши нового округа было построено поблизости от улицы Чизик Хай Роуд — той самой «Великой западной дороги» из Лондона, у которой и зародился, собственно, когда-то «К зарослям округлой поймы» — Тернем-Грин.

## Известные жители
- Иосиф Биллингс, английский и русский мореплаватель. Член экипажа последнего путешествия Джеймса Кука и исследователь Чукотки по заданию Екатерины II.
- Эдвард Эйди, горячий английский аболиционист, родился здесь в 1799.
- Уго Фосколо, итальянский поэт, венецианец, корифей итальянского романтизма, умер в Тернем-Грине в 1827.